# Kourtney Kardashian
Kourtney Kardashian Barker (Los Angeles, 18 de abril de 1979), é uma empresária, atriz e socialite americana, conhecida por participar dos programas: Keeping Up with the Kardashians, Kourtney and Khloé Take Miami e Kourtney and Kim Take New York, todos relatam o dia-a-dia da família Kardashian.
É a filha mais velha de Kris Jenner e Robert Kardashian, sendo irmã de Kim Kardashian, Khloé Kardashian, Rob Kardashian, Kendall Jenner e Kylie Jenner.

## Biografia
Kourtney ficou famosa no reality show Keeping Up with the Kardashians que conta o dia-a-dia de sua família. O programa se tornou um sucesso, originado três spin-off, Kourtney and Khloé Take Miami, Kourtney and Kim Take New York e Kourtney and Kim Take Miami, que mostram a vida das irmãs gerenciando a loja Dash em Nova Iorque e Miami.
Kourtney é formada em teatro pela Universidade do Arizona. Junto com as irmãs escreveu um livro chamado "Kardashian Konfidential". Ela e as irmãs tem uma linha de jóias para a marca Virgins, Saints, and Angels, também tem uma linha para a griffe BEBE e a linha K-Dash para as lojas QVC.
Kourtney já comandou a loja SMOOCH junto com sua mãe, Kris Jenner e foi proprietária, ao lado de suas irmãs Kim Kardashian e Khloé Kardashian, da Boutique Dash, com lojas localizadas em Calabasas na Califórnia, em Miami na Flórida, e no SoHo, em Nova Iorque, porém as mesmas anunciaram o fechamento das redes de loja em 2018. 

## Vida pessoal
Kourtney teve um relacionamento de 2006 a 2015, com o empresário Scott Disick, com quem teve três filhos.
Kourtney tem quatro filhos, Mason Dash Disick nascido em 14 de dezembro de 2009, Penelope Scotland Disick, nascida em 8 de julho de 2012 e Reign Aston Disick nascido no dia 14 de dezembro de 2014, e Rocky Thirteen Barker nascido em 1º de novembro de 2023.
A empresária teve uma relação com o modelo Younes Bendjima no ano de 2016 e o casal separou-se em Agosto de 2018.
Em janeiro de 2021 Kourtney, começou a namorar com Travis Barker baterista da banda Blink-182. E em outubro do mesmo ano, Kourtney ficou noiva de Travis. Eles se casaram duas vezes, uma em abril de 2022 em Los Angeles, em uma cerimônia íntima e outra em maio, na Itália em uma grande festa.
Em março de 2022, a plataforma Hulu disponibilizou um vídeo no qual, durante uma conversa com a mãe, Kris Jenner, na qual revelou quer ter outro filho e seu médico sugeriu fertilização in vitro. Kourtney em 2018, já havia congelado seus óvulos.
Em 2024, ela revelou ser autossexual.

#### Paternidade de Mason
O modelo Michael Girgenti alegou que seria o verdadeiro pai de Mason Disick. Ele disse que  a conheceu em uma sessão de fotos que fizeram juntos e que teve relações sexuais com Kourtney nove meses antes do nascimento de Mason. E disse que na época Kourtney tinha dito a ele, que ela e Scott Disick estavam dando um tempo. Ele disse que depois que viu as fotos do Mason, tentou falar com Kourtney, por que achou a criança parecida com ele, como não teve resposta, ele deu entrevistas para revistas americanas na tentativa de chamar a atenção dela. Ele entrou com um processo para exigir um teste de DNA e se o filho for dele, ele quer a guarda compartilhada. O advogado de Kardashian disse que Scott Disick é o pai de Mason, e a história do modelo, Michael Girgenti, é falsa.
Kourtney Kardashian fez um teste de DNA em um laboratório independente, e o resultado foi que Scott Disick é o pai de Mason. O modelo Michael Girgenti disse que o teste poderia ser facilmente forjado, e continua com o processo de paternidade. E disse que só ficara satisfeito quando um teste de DNA monitorado por um tribunal for realizado.

## Filmografia

### Cinema
| Ano  | Título        | Papel                 |
| ---- | ------------- | --------------------- |
| 2021 | He's All That | Jessica Milles Torres |

### Televisão
| Ano           | Título                               | Papel               | Notas                |
| ------------- | ------------------------------------ | ------------------- | -------------------- |
| 2005          | Filthy Rich: Cattle Drive            | Ela mesma           | 8 episódios          |
| 2007-2021     | Keeping Up with the Kardashians      | Ela mesma           | 240 episódios        |
| 2009-2013     | Kourtney and Kim Take Miami          | Ela mesma           | 30 episódios         |
| 2011-2012     | Kourtney and Kim Take New York       | Ela mesma           | 20 episódios         |
| 2011          | One Life to Live                     | Kassandra Kavanaugh | Episódio: "#1.10903" |
| 2014-2015     | Kourtney and Khloé Take The Hamptons | Ela mesma           | 10 episódios         |
| 2020          | Dave                                 | Ela mesma           | Episódio: "PIBE"     |
| 2022-presente | The Kardashians                      | Ela mesma           | Elenco principal     |